# Хелън Р. Майерс
Хелън Р. Майерс (на английски: Helen R. Myers) е американска писателка на бестселъри в жанра съвременен любовен роман и романтичен трилър.

## Биография и творчество
Хелън Рут Майерс е родена на 13 ноември 1951 г. в Ървингтън, Ню Джърси, САЩ. Запалва се по писането още във втори клас, когато получава задача да напише стихотворение, което обаче получава признание едва през 1981 г.
През 1972 г. се преселва в Далас. На 14 декември 1974 г. се омъжва за Робърт Майерс. Двамата искат да избягат от живота на юпита и стават тексаски фермери. Първата им земя е взета по-късно от компанията „Доу Кемикъл“ за минни разработки. Те се преместват в ранчо от 80 акра в Пиней Уудс, североизточен Тексас, което наричат „Кривия бор“.
Заедно с работата в ранчото тя се опитва да пише. Първият ѝ романс „Partners for Life“ е публикуван през 1987 г. от издателство „Силует“. Оттогава има издадени 50 романа.
Произведенията на Хелън Р. Майерс често са в списъците на бестселърите. Те са преведени на много езици и са издадени в над 25 страни. През 1993 г. за романса „Navarrone“ е удостоена с наградата „РИТА“ от Асоциацията на писателите на романси на Америка.
Освен с писане писателката се занимава с организирането на Североизточния Тексаски музикален фестивал като участва в неговия консултативен съвет, както и помага на надарени млади писатели.
Хелън Р. Майерс живее в ранчото в Уинсбъро, Тексас. Тя страни от медийни изяви и пази личния си живот, но харесва личните срещи с читателите и техните мнения.

## Произведения

### Самостоятелни романи
- Partners for Life (1987)
- Donovan's Mermaid (1988)
- Smooth Operator (1988)
- That Fontaine Woman! (1988)
- Someone to Watch over Me (1989)
- The Pirate O'Keefe (1989)
- Confidentially Yours (1989)
- Invitation to a Wedding (1990)
- After You (1990)
- A Fine Arrangement (1991)
- When Gabriel Called (1991)
- Three Little Chaperones (1992)
- Forbidden Passion (1992)
- Jake (1993)
- Once Upon a Full Moon (1994)
- Watching for Willa (1995)
- The Rebel and the Hero (1995)
- The Merry Matchmakers (1995)
- Just a Memory Away (1996)
- After That Night... (1996)
- The Officer and the Renegade (1997)
- Beloved Mercenary (1998)
- Come Sundown (1998)
- More Than You Know (1999)
- Lost (2000)
- Dead End (2001)
- Final Stand (2002)
- No Sanctuary (2003)
- While Others Sleep (2004)
- What Should Have Been (2006)
- A Man to Count on (2007)
- The Last Man She'd Marry (2008)
- Daddy on Demand (2009)
- Hope's Child (2010)
- It Started with a House... (2010)
- It's News to Her (2011)
- Almost a Hometown Bride (2012)
- The Surprise of Her Life (2012)
- A Holiday to Remember (2012)
- The Dashing Doc Next Door (2013)

### Участие в общи серии с други писатели

#### Серия „Мъж на месеца“ (Man of the Month)
- Целуни ме, Кейт!, Kiss Me Kate (1990)
- Navarrone (1992) – награда „РИТА“ за най-добър романс

от серията има още 85 романа от различни автори

#### Серия „Предопределено от звездите“ (Written in the Stars)
8. Through My Eyes (1991)
от серията има още 22 романа от различни автори

#### Серия „Американски герои: Срещу всички шансове“ (American Heroes: Against All Odds)
19. Whispers in the Woods (1993)
от серията има още 49 романа от различни автори

#### Серия „Любовни слухове“ (Dreamscapes: Whispers of Love)
- Night Mist (1993)
- Whispers in the Woods (1993)

от серията има още 24 романа от различни автори

#### Серия „Невероятни бащи“ (Fabulous Fathers)
- A Father's Promise (1994)

от серията има още 40 романа от различни автори

#### Серия „Под имела“ (Under the Mistletoe)
- To Wed at Christmas (1994)

от серията има още 9 романа от различни автори

#### Серия „Монтана Маверик“ (Montana Mavericks)
8. The Law Is No Lady (1995)
от серията има още 50 романа от различни автори

#### Серия „Татко узнава последен“ (Daddy Knows Last)
2. Baby in a Basket (1996)
от серията има още 4 романа от различни автори

### Сборници
- Silhouette Shadows '92 (1996) – с Хедър Греъм Позесъри и Ан Стюарт
- A Mum for Christmas (1999) – с Анет Броадрик и Линдзи Лонгфорд